# Shinohara Chie
Shinohara Chie (篠原千絵 (Tiểu Nguyên Thiên Hội)) là 1 mangaka thiên và chuyên về Shoujo. Manga của bà phần lớn đều mang một gam màu tím đầy huyền ảo và lãng mạn, mặc dù trong đó xen vào một chút rùng rợn. Tác phẩm đầu tiên phải kể đến là Akai Densetsu – Red Legend, được xuất bản năm 1981. Nhưng mãi đến khi Purple Eyes in the Dark ra đời thì tên tuổi của bà mới thực sự được chú ý. Đây là 1 series manga mang nhiều tình tiết kinh dị, đã đạt giải tại Shogakukan Manga Award lần thứ 32.Sau đó, Anatolia Story ra đời, đánh dấu một bước ngoặt trong cuộc đời sáng tác của bà, bộ manga nói về số phận của một cô gái trẻ bị bàn tay lạ kéo về quá khứ này đã gây được tiếng vang lớn, Anatolia Story đã thắng lớn cũng tại giải Shogakukan Manga Award lần thứ 41.
Bên cạnh những tập truyện dài, những tuyển tập manga ngắm, đôi khi tác giả Shinohara còn viết cả một loạt các bộ sách dài. Có thể ví dụ như: Kaettekita Musume phần 1 và phần 2 là bộ sách nổi tiếng được đón đọc nhiều nhất của bà.
Chie Shinohara thường không trau chuốt nhân vật, mà bà thường quan tâm nhiều đến cốt truyện. Với một nét vẽ thoáng và thanh mảnh, Chie vẽ rất đạt những vật thể bay hoặc những gì nổi trên mặt nước. Cũng có thể do năng khiếu trên mà bà thường lấy nước làm nhân tố chủ đạo trong các bộ manga của mình, từ đó vẽ nên những câu chuyện làm say mê lòng người.

## Một số tác phẩm
- Akatsuki no Lion
- Aoi no Fuuin (Blue Seed)
- Houmonsha wa mayonaka ni (Midnight Visitor)
- Kioku no Ashiato
- Kootta Natsu no Hi (Frozen Summer Day)
- Mizu ni Sumu Hana (Romance of Darkness)
- Mokugekisha ni sayounara (Farewell to the Eyewitness)
- Nanika ga yami de mite ire (Something Watching in the Dark)
- Ryouko no Shinreijikenbo (A Record of Ryoko's Psychic Events)
- Sanninme ga kieta (A Third Person Disappeared)
- # Sora wa Akai Kawa no Hotori: Anatolia Story (Red River)
- So****e Gokai no Suzu ga naru (Then Five Bells Rang)
- Touboukyuukou (Runaway Express)
- Umi no yami, tsuki no Kage (Moon Shadow on a Dark Sea)
- Yami no Purple Eye (Purple Eye of Darkness)